# Jamie Elliott
Pour les articles homonymes, voir Elliott.
Pas d'image ? Cliquez ici

a Compétitions nationales et continentales officielles uniquement.

b Matchs officiels uniquement.
Dernière mise à jour le 17 avril 2020.
James Harry Elliott, né le 31 août 1992 à Bedford, est un joueur de rugby à XV anglais évoluant avec les Bedford Blues en au poste d'ailier ou parfois deuxième centre.

## Biographie

### Carrière en club
Ayant fait ses débuts en Premiership avec les Northampton Saints en inscrivant un essai à domicile à tout juste 18 ans, il est aussi le meilleur marqueur d'essais, avec 11 réalisation, lors de la saison 2012-13..
L' année suivante en 2014,il remporte le championnat d'Angleterre ainsi que le Challenge européen.
En novembre 2018 il signe dans la franchise italienne des Zebre, après un bref passage chez les Bedford Blues, en D2 anglaise.